# بخش گواینیا
شهرستان گواینیا (به اسپانیایی: Guainía Department) یک سکونتگاه مسکونی در کلمبیا است که در کلمبیا واقع شده‌است.

## خصوصیات
شهرستان گواینیا ۷۲٬۲۳۸ کیلومترمربع مساحت و ۴۰٬۲۰۳ نفر جمعیت دارد.